# Raimkul Chudoinasarowitsch Malachbekow
Raimkul Chudoinasarowitsch Malachbekow (russisch Раимкуль Худойназарович Малахбеков; * 16. August 1974 in Duschanbe, Tadschikische SSR, Sowjetunion) ist ein ehemaliger russischer Amateurboxer.

## Laufbahn
Raimkul Malachbekow gewann 1993 die Europameisterschaften in Bursa, wobei er unter anderem Aleksandar Christow, István Kovács und Robert Ciba besiegen konnte. 1994 erkämpfte er Silber bei den Militär-Weltmeisterschaften der CISM und Bronze bei den Goodwill Games. 1995 nahm er an den Weltmeisterschaften in Berlin teil und gewann die Goldmedaille durch Siege gegen Joel Casamayor, James Swan, Andrei Gonchar, Artur Mikaelyan und Robert Ciba.
Bei den Europameisterschaften 1996 in Vejle unterlag er diesmal im Finale gegen István Kovács, zudem gewann er Bronze bei den Olympischen Spielen 1996 in Atlanta. Nach siegreichen Kämpfen gegen José Cotto, Abdelaziz Boulahia und Chenoidov Davatseren, war er im Halbfinale gegen Arnaldo Mesa ausgeschieden.
1997 konnte er bei den Weltmeisterschaften in Budapest erneut die Goldmedaille erkämpfen. Er schlug auf dem Weg zum Titel Timofei Skrjabin, Ishankuli Meretniyazov, Rachid Bouaita, Aram Ramasjan und Waldemar Font. Bei den Europameisterschaften 1998 in Minsk besiegte er Hüsnü Kocabaş und Timofei Skrjabin, unterlag dann jedoch gegen Serhij Daniltschenko und sicherte sich damit Bronze.
Im Jahr 2000 unterlag er im Finale der Europameisterschaften in Tampere gegen Ağası Məmmədov und konnte auch bei den Olympischen Spielen 2000 in Sydney das Finale erreichen, wo er gegen Guillermo Rigondeaux verlor. Zuvor hatte er Ceferino Labarda, Teimuraz Khurtsilava, Alisher Rahimov und Serhij Daniltschenko besiegt.
2002 gewann er im Federgewicht die Europameisterschaften in Perm und schlug dabei Hüsnü Kocabaş, Roman Pawlenkow, Oleg Jefimowitsch, Konstantine Kupatadze und Şahin İmranov
Bei den Europameisterschaften 2004 in Pula unterlag er im Achtelfinale gegen Konstantine Kupatadze.
Malachbekow wechselte nach seiner Sportkarriere in die Politik und wurde Abgeordneter im Parlament der Republik Kalmückien. Er lebt mit seiner Familie in Elista.